# 西洋河
西洋河，位于中华人民共和国华北地区北部的一条河流，是南洋河左岸支流，有时也被认为是洋河源流之一，发源于内蒙古自治区兴和县南部苏木山，蜿蜒向东流经兴和县店子镇、山西省天镇县新平堡镇、西洋河水库、河北省怀安县渡口堡乡等地，于怀安县城柴沟堡镇以东汇入南洋河。河流全长61.2千米，流域面积934平方千米，年均径流量4400万立方米。